# 父親の権利運動
父親の権利運動（ちちおやのけんりうんどう）とは、親権や養育費など、父親と子供に関する家族法の問題に関心を持つ人々が行う社会運動である。父親の権利運動のメンバーの多くは、離婚後などの婚姻外で、母親と平等に子供に係わることを求める父親である。メンバーは、男性だけでなく女性もいる。女性は、父親の次の妻であったり、父親となんらかの法的関連のある家族であったりする。
メンバーの大半は、元来、家族法やその政治力学についての利害関係を殆ど持っていなかったが、彼らの目標である共同親権（共同育児）について、家庭裁判所によって失望させられていると感じて、子供の親権や養育費などの家族法の問題に関心を持つようになった。
父親の権利運動は社会運動であると言われているが、メンバー達は、自分たちの運動は市民の権利運動であると考えている。社会運動と見なされるのに反対するのは、父親に対する差別は、社会科学の問題を超えて、家族生活に対する政府の不公平な介入が原因であると彼らが判断しているからである。
この運動は、メンバーによる確固たる行動主義により、国際的な報道機関に取り上げらるようになっており、次第に、発言を増やし、目に見える活動を増やして、組織の拡大を行うことにより、家族法の議論において大きな役割を果たすようになっている。

## 概況
父親の権利運動は、離婚がありふれているような先進国だけで行われている。1960年代以来の西洋諸国において、男性運動の一部分として、1970年代に組織された「Families Need Fathers 家族は父親を必要とする」のような組織として出現した。20世紀末にインターネットが発展して、父親の権利運動のメンバーが関心を持つ問題について、広範な議論を行い、宣伝し、行動することが可能になった。父親の権利運動の発展に寄与する要因として考えられるものは、離婚増加や結婚率低下などの家庭統計の変化、父親や母親や子供に対する理解や期待の変化、法律システムが家族に与える影響の変化などである。
西洋諸国における父親の権利運動は、主に、中流で白人のサラリーマンによって行われている。メンバー達は政治的には保守的であり、政治的意見や社会的意見を一つにまとめることは無いが、彼らの目標や方法論は大きく異なっている。父親の権利運動のメンバー達は、子供としっかりした関係を作ることを主張し、離婚途中ないし離婚後の父親の利害に関係がある問題に関心を持っている。女性のメンバーは、しばしば父親の次の妻などの新しいパートナーであったり、父親と家族法上の何らかの関連のある家族であったり、親権を持たない母親であったりする。父親の権利運動の活動家は、メンバーに女性がいる事実を強調する。北アメリカの父親の権利グループに対して2つの調査研究が行われたが、それによれば、メンバーの15%は女性であった。
父親の権利運動組織の一つである「Families Need Fathers 家族は父親を必要とする」や、「Lone Fathers Association 子と離された父親の協会」は、数十年もの間、父親の権利についてキャンペーンを行ってきた。こうした長く続く組織には、鍵となる人達がいて、運動に関与し続け、献身し続ける。父親の権利グループには、簡単に結成され簡単に解散するグループもある。イデオロギーや戦略についての内部対立はよくあることであり、またメンバーは自分がうまく行けば、グループには留まらないことが多い。

## 政治的、社会的観点
父親の権利運動には、保守的と進歩的の二つの系統があり、男女をどのように平等に扱うかについても観点が異なる。両方の系統のグループは、男に対する差別が行われ、男が被害をこうむっている点では共に一致しているが、なぜ男と女は異なるのか（先天的な違いか、後天的な違いか）とか、伝統的な性役割をどうすべきかについては意見が異なっている。進歩的なグループは、性による違いは文化によるものだとして男女平等を支持しているが、保守的なグループは、伝統的な家父長的な家庭を支持しており、性の違いは生物学的な本性によるものと考えている。ロス・パークとアルミン・ブロットは、「男性の運動のうち、父親時代に行われる運動は3つあり、それは父親の権利運動、良い父親の運動、キリスト教信者の男性の運動である」と述べている。
父親の権利運動は、西洋社会において、男性の伝統的役割や権力への挑戦や、増大する女性の権力に対する反応として起きた性戦争の一環として記述されている。Warren Farrell ワレン・ファレルは、1970年代以後、女性運動・男性運動・父親の運動を研究してきたが、父親の権利運動を、より大きな「性の移行運動」の一部であると見なしており、1960年代の女性と同じように、父親達は、性に根ざした立場から、もっと柔軟に家庭の役割に根ざした立場へ移行していると考えている。Farrell はまた、父親の権利運動は、両方の親に平等に育てられる子供を増やし、それにより、社会的に良い状態の子供、学業成績良好、心理的に安定、身体的に健康な子供を増やしていると考えている。Farrell は、父親が権利を主張することにより、子供の権利の問題の改善にもなっていると考えている。

## 信念と活動
父親の権利運動のメンバーは、父親が差別されているのは、親権の決定において、お金を求めて腐敗して平等を否定してきた家族法による性的偏見の結果だとしている。運動の第一の焦点は、キャンペーンである。それは、父親の法的権利や、しばしば子供の法的権利のためのキャンペーンであり、子供の親権、養育費、DV、家族法システムそのものに関する家族法の改正についてのキャンペーンである。父親の権利運動のメンバーは、このほか、ロビー活動や研究活動を行っている。父親の権利グループのメンバーは、他のメンバーが別居や離婚の途中にあるときには、精神的支援や実用的支援を行っている。
いくつかの父親の権利グループ（例えば英国のFathers 4 Justice 正義のための父親）では、伝統的キャンペーンが法律を改善する速度が遅いことに失望し、積極的に発言し、人目を引き、公衆に対するデモを行って、人々の注意を引き、家族司法の政治力学に影響を及ぼしている。
抗議活動の後で、活動家のある者達は、ハラスメントや侮辱の罪を犯したとして有罪を宣告されている。父親の権利のグループは、「正義を守る父親」の Matt O'Connor が脅迫や暴力行為を行ったとされていることは不当であると抗議しており、Matt O'Connor の組織は「平和的で非暴力の直接行動」だけを行っているので、メンバーが脅迫を行った疑いは否定できると主張している。

## 主な論点

### 家庭裁判所のシステム
Stephen Baskerville は、政治科学の準教授であり、「父と子のアメリカ連合」の代表である。彼は、父親の権利について発言し、「裁判所が決めた親権は、子供を育てる権利ではなく、片親を子供から引き離す権力である」と述べている。父親の権利運動のメンバーは、「家庭裁判所は、父親を不利にし、共同親権を妨げる偏見を持っている」と述べている。Baskerville は、「離婚の結末は、過度に片方が不利にされており、全体の3分の2以上のケースで、特に子供がいる場合には、母親が離婚手続きを開始している。」と述べている。彼は、「離婚は、女性が自動的に子供の養育権を獲得したり、女性が養育費を受け取るという形で経済的利益を受けるなど、女性に利益を与えるものである。」と述べている。父親の権利運動のメンバーは、「父親が親の権利を行使しようして、家庭裁判所の力を借りようとしても、家庭裁判所の対応は遅くて時間がかかる上に、多くのお金がかかる。」と述べている。
Baskerville は、「家庭裁判所は秘密主義であり、家庭裁判所を批判する父親に対して罰を与え非難している。」と述べている。彼はまた「裁判所内の職員や関係者は、子供を片親から引き離すことにより利益を得ており、裁判所の方針を支持している。現在の家族法を根拠として、市民権の悪用や、政府権力による不当な干渉が行われている。」と述べている。
しかし、ある人は「別居後に子供を養育する父親が少ないのは、家庭裁判所の偏見によるものではなく、父親自身の選択によるものだ」と述べて、「上記のような批判は誤りで、逆に、家庭裁判所には、父親を有利にする偏見がある。」と主張している。

### 共同親権
父親の権利運動のメンバーは、「子供は、二人の親を必要とする。」とか「子供は、父親と母親の両方との関係を保ち、両方の親と会う機会を持つという基本的な権利を持っている。」と述べて、別居や離婚の後も、親としての責任を果たす上での平等を求めている。メンバーは、別居や離婚の後でも、子供が両方の親と半分ずつの時間を過ごせるように、50%ずつの共同親権を原則的に適用するような家族法の制定を求めている。彼らは、「共同親権による共同育児の下では、子供は、学業成績低下や犯罪や妊娠や薬物依存や落ち込みや自殺などのトラブルが少ない。」と述べる研究があることを指摘し、共同親権による共同養育が、実際に、子供の最善の利益に適うものであると述べている。
Warren Farrell は、「平等な共同親権において、子供のためにできることが3つある。」と述べている。「子供は父親や母親とそれぞれ等しい時間を過ごし、両親は近くに住んで、子供は友達を失ったり活動を休んだりする必要がなく、両親は互いに悪口を言わない状態であり、これは親が同居する無傷の家庭の次に良い家庭環境である。」と彼は述べている。「その次に良いのが、主に父親が子供を育てる家庭であり、その次が主に母親が子供を育てる家庭である」と彼は述べている。さらに彼は、「もし、共同親権が合意されないのなら、子供は母親に養育されるよりも、父親に養育されたほうが、心理的にも社会的にも学業成績の上でも身体的にもより良い状況となり、人に共感し、意見をはっきり述べ、ADHDの水準が低くなる。」と述べている。
父親の権利運動のメンバーとその批評家達は、単独親権による育児が発育障害をもたらすことはないと考えている。社会科学者のV. C. McLoyd は、「父親がいなくなると、大人の男性からの収入が無くなり、二人目の大人がいなくなり、片方の親戚からの支援も無くなる。父親の不在は、そうした家庭環境の変化を伴う。父親の不在による発育の悪化は、貧困によるものである。」と述べている。しかし、他方、Craig Hart 教授は、「確かに片親であることと貧しいことは相関関係がある。しかし、それらは両方共に、子供の発達に独立して影響を及ぼす危険因子なのである。」と述べている。また、Silverstein and Auerbach は、「単独親権による育児が悪い結果をもたらすことは、貧困を始めとする他のいかなる要因よりも、父親がいないこと自体と最も強く相関している。」と述べている。
父親の権利運動のメンバー達は、子供の最善の利益の基準は、現在多くの国で親権をいずれの親に与えるかの決定に使われているが、非常に主観的であり、家庭裁判所の裁判官や、裁判所が任命した親権評価委員の個人的な偏見に左右されるとして、批判している。また彼らは、裁判所が、親としての能力を持ち、子供を養育する意欲のある親から、親権を取り上げるのは、虐待であると批判している。Ned Holstein を始めとする、父親の権利運動のメンバー達は、「共同親権を原則的に適用することは、国民の多数により支持されている。」と述べている。また、Baskerville は、「共同親権を原則的に適用する法律の施行については、離婚弁護士や女性運動組織が反対している。また女性運動組織は、DVや児童虐待の不安をかきたてることにより、父親達と父親権利グループに反対する宣伝を行っている。」と述べている。
Mo Yee Lee は、「共同養育の設定は、両親の間で争いが無い場合に限って、子供のために良い。」と述べている。女性運動のグループは、「共同親権による育児が強制される場合でも、父親は、子供のための日々のケアの分担分を行おうとしない。」と述べている。「女性のための全国組織」やアメリカ弁護士会は、共同親権を推進する理由について疑問を呈しており、「共同親権を行わなくても、物質的豊かさが減少したり、養育費の不払いにつながったりすることは無い。」と述べている。
Stephen Baskerville は、「共同親権は、両親に協力することを促すので、両親の間の争いを減らす。逆に、片方の親が他方の親を子供から排除することを制限しないと、両親の間の争いは増える。」と述べている。彼はさらに、「養育費の金額の基準が真の経費を上回る時には、経済的な理由により、養育する時間を変更することを、片親は拒むであろう。また、養育費を減らすために養育時間を増やして欲しいという非同居親の議論は、すなわち同居親が養育費により利益を得ているという議論なのである。」と述べている。
Stephen Baskerville は、「無責の離婚や一方的な離婚の制度は、離婚しようとする側の親に権力を与えるものだ。」と述べている。彼はまた、「父親は合衆国憲法により子供を訓育する権利を保障されており、政治的な行動を通じて、父親達は、子供のために親としての権利を確立することを求めている。」と述べている。父親の権利運動のメンバーは、「共同親権を原則的に適用しても、不適当な親や暴力的な親から子供を守る状態は維持される。」と述べている。
女性解放論者で社会学者のMichael Flood は、「共同親権の支持者たちは、共同親権という言葉を、権利・平等・公正に関する象徴的な言葉として用いているが、実際には子供や子供の希望について共同でケアすることに興味を持っていない。そして、父親の権利グループは、指針や戦略を表明しているが、それは母親と子供にとって有害であり、父親自身にとっても有害である。」と述べている。それに対して、社会学者のSanford Braver は、「離婚した悪い父親というイメージは神話に過ぎず、誤りであって、有害で危険な社会政策を招いている。」と述べている。

### 養育費
父親の権利運動のメンバー達は、養育費の基準を改正するようにキャンペーンを行っている。たいていの西洋諸国では、別居後にも子供の生活水準を維持できる金額に基づき、片方の親とだけ暮らすという仮定の下に算出している。メンバー達は、「養育費の現在のガイドラインは、独断によるものであり、母親に離婚への経済的インセンティブ（動機づけ）を与えており、父親が子供といる時に子供と楽しむための経済的余裕をほとんど残さないものである。」と述べている。アメリカ合衆国では、父親の権利運動の活動家は、「子供の経費を分担するモデル」に基づいた養育費のガイドラインを提案している。そのモデルによれば、子供の養育費は、両親の平均の収入に基づき、子供のために両方の親によって消費される費用を評価して決定される。Laura W. Morgan は、「養育費の現在の基準は、子供の最善の利益に基づいて決められているのではなく、離婚後も以前と同じ生活レベルを保つように、離婚する両親の生活水準に焦点を当てて決められている。」と述べている。
Solangel Maldonado は、「家族法は、貧しい父親のために、父親としての養育の定義を拡大し、養育費を現金で支払うことだけを評価するのではなく、父親が与えた食料品や衣類や玩具や子供といる時間などの貢献を養育費の一部として評価すべきだ。」と述べている。
父親の権利運動のメンバーは、養育費はある状況では止められるべきであると述べている。例えば、同居親が、非同居親の希望に反して子供を連れ去って面会を制限しようとした場合や、同居親が偽りの証言をした場合や、父親は誰かについての虚偽が発見された場合などである。最後の場合では、二人の男が養育費を重ねて支払う必要は無いであろう。
Stephen Baskerville は、「父親が、経済的に貧窮した場合や、子供の養育のより大きな役割を課された場合にも、養育費の減額を認めてもらうのは非常に困難である。」と述べている。彼はまた「養育費の支払いが遅れる原因で最も多いのは失業である。養育費の支払いが遅れると、父親は通常の法的手続き無しに逮捕され投獄されてしまう。」と述べている。
Stephen Baskerville は、「養育費の目的を公的に明確にして、支払い強制プログラムを、その目的に合致するように設計しなければならない。強制プログラムは、法のデュー・プロセス（適正手続き）に従って行うべきだ。」と述べている。

### 家庭内暴力
父親の権利運動のメンバー達は、「ある女性達は、離婚と親権の争いにおいて有利な立場を獲得し、父親が子供と会うことを阻止するために、家庭内暴力、性的虐待、児童虐待が無いのに有るという偽りの申立を行っている。」と主張している。そして、「弁護士は、そういう申立をするように女性達にアドバイスしている。」と述べている。
彼らは、次のように述べている。「家庭内暴力や児童虐待の偽りの申立は、子供の親権を決める聴聞が、勝つか負けるの仕組みになっていることにより促されるのだ。男性は、警察や裁判所により、無実を推定されているのではなく、始めから有罪を推定されている。暴力を振るわれたと主張する女性の弁護士や支持者は、社会において家庭内暴力の頻度は、偽りの暴力の申立の頻度より多いので、家庭裁判所の訴訟手続きでは、たいてい家庭内暴力があるとの申立をすると言っている。また家庭内暴力は、別居や離婚をきっかけとして始まったり、エスカレートすることがあると主張している。」。
Stephen Baskerville は、「子供の虐待が起きた場合に、加虐者は父親ではないことが多い。なぜなら、児童虐待は、父親が子供から引き離された後に発生することが多いからである。」と述べている。またBaskerville は、「家庭内暴力や児童虐待は、犯罪行為として法のデュー・プロセス（適正手続き）に従って判断されなければならない。そして、この問題のプログラムに政府が資金援助する場合には、そうした適正手続きを経なければならない。」と述べている。

### 面会の妨害
Glenn Sacks は、「父と子の面会を妨害する母親がいるが、そうした妨害は止めさせなければならない。」と述べている。Sacks と Jeffery M. Leving は、「そうした妨害は、父親が子供に会いやすい距離の外へ、母親が移動するような引越しにより行われることがある。」と述べて、そうした移住の原則的禁止を求めるキャンペーンを行っている。
父親の権利運動の活動家はまた、PAS片親疎外症候群が関与すると主張している。片親疎外症候群は、Richard A. Gardner によって提唱された疾患である。PASやPADの概念は、法律や精神医学の組織によって認められていない。片親疎外症候群は、関係者の働きかけにもかかわらず、2010年に発表されたアメリカ精神科医師会による『精神障害の診断と統計マニュアル』第5版DMS-5の草案には記載されていないが、作業グループによる「他の情報源が提案する疾患」には記載されている。それによれば、PASとは、同居親の行動によって非同居親と子供との関係が不当に破壊される状態である。

### 無責主義による離婚
Stephen Baskerville は、次のように述べている。「無責主義による離婚を可能にする家族法は、双方の合意による離婚を可能にする目的で離婚を求めて裁判所に申し立てる際にその根拠を要求する現状を改善していない。この法律はまた、いずれか片方が、相手の合意が無くても、自分が悪くても、結婚を終わらせることを可能にしている。」。Phyllis Schlafly は、「無責主義による離婚は、一方的な離婚と見なすべきだ。」と述べている。
Stephen Baskerville は、「無責主義による離婚を容認する法律は、近代史における最も大胆な社会実験の一つであり、法の規定として、結婚を確実に終わらせている。」と述べている。彼はさらに、「家庭を作るに際して双方を拘束するような合意を行うことは不可能になっている。なぜなら政府機関が、片方の要求により、他方の反対にも拘らず結婚を終わらせるからだ。」と述べている。また彼は、「無責主義による離婚を容認する法律は、父親から子供が奪い取られることに、何の防御手段も、もたらさない。」と述べている。
Baskerville は、「子供の親権者を決定する聴聞において、誤りが忍び込んでいる。希望に反して離婚させられた者（被告）は、悪者であると推定されている。」と述べている。同様に、父親の権利運動のメンバーは、「無責主義による離婚の結果として、男性は、不当にも、悪者であるとされている。」と述べている。Baskerville は、「無責主義による離婚を容認する法律の改正案として、小さい子供の親権を、有責でなく離婚を望まない被告に与えることが提案されている。」と述べている。彼はまた、「Tim O'Brien は、自由主義者であり、法律のそのような改正案を提案している。彼は、改正案が実施されれば、離婚率が下がり、子供の悪い結末が減ると予測している。」と述べている。
Stephen Baskerville は、子供がいる場合には、無責主義による離婚の容認に、合理的な制限を加えることを提案している。父親の権利運動のメンバーの中には、子供がいる場合には、離婚や親権の決定において、無責主義による離婚を不可能にするよう主張する人がいる。父親の権利運動のメンバーのある者は、離婚自体を制限すべきだと述べている。

### 政府の関与
Stephen Baskerville は、「アメリカ合衆国中の行政や、他の民主主義国家の行政は、偶然にしろ意識的にしろ、父親と父性に敵対するキャンペーンを行っている。それは私の見方では、結婚を脅かし、家庭を破壊し、多くの子供の生活を荒廃させ、親・民主主義・説明責任の基盤を危うくするような、一つの大きな問題によって生じているのである。」と述べている。
Baskerville は、「離婚によって父親を家族から取り除くことにより問題が生じるのだが、政府はそれを問題ではなく解決であると見なしている。この問題は、政府の維持と拡張を正当化するために使われている。」と述べている。
父親の権利運動のメンバー達は、「現代の離婚は、政府の役人を親の私生活に侵入させ、人をその家から立ち退かせ、財産を差し押さえ、子供を奪い去る。」と述べている

### 生殖についての権利
父親の権利を主張する人達は、結婚していない父親のためにも活動しており、母親が子供を第三者の養子にしようとする場合や、子供の福祉機関が子供を里子に出そうとする場合には、その結婚していない父親が親権を取れるように働いている。
父親の権利の活動家は、性に中立的なアプローチを求めている。それは、結婚していない男女が養子縁組において等しい権利を与えられるようなアプローチであり、妊娠と出産で生物学的役割が異なっても国が男女を差別しないアプローチであり、社会の社会的・経済的枠組みが異なっても国が男女を差別しないアプローチである。
アメリカ合衆国では、いくつかの州は、結婚していない父親も養育する権利を持つという法律を作っている。しかし裁判官達は、その権利を与える前提として、母親の妊娠中に父親が経済的、精神的な援助を与えたという証明を要求している。
父親の権利を主張するある人は、妊娠を中絶する決定に男性が参加できないのは差別であるとして、父親の同意なしに母親が中絶することを禁止するよう求めている。しかしこれは、アメリカ合衆国の全ての州で認められていない。父親の権利を主張しているJeffrey M. Leving と Glenn Sacks は、「男性が選択するというのは、誤った解決だ。」と述べている。
ある者は、望まない子供に養育費を払う責任を回避するために「経済的な理由による中絶」を可能にするように要望している。法律学者のKim Buchanan は、これについて、次のように述べている。「男性が妊娠を管理できないことを性の不平等として捉える唯一の方法は、相手の女性の同意がなくても、無防備のセックス（あるいは避妊の失敗）の結果を、男性が知ることができる権利を認めることである。」。

### 育児休暇
父親の権利グループによる圧力は他のグループの圧力より強かったが、いくつかの国において、男女平等の育児休暇プログラムが作成された。歴史的には、妊娠出産の利益は、分娩の生理学や生物学に基づいて、女性と子供の健康や経済状況を守る必要により、母親に与えられてきた。男女平等の育児休暇の利点は、男女平等の子育ての意義を強調し、子供の世話に父親が参加する意義を強調し、子供に係わろうとする男性への差別を矯正することにある。

### 事実婚との関連
事実婚等を行う場合には、ここでのべられる父親の権利と母親の権利の違いのために様々な問題が生じる。そのようなトラブルの回避や子供の人権を守るためにも、父親の権利の保護が求められている。またこれと関連して、夫婦別姓を求めるために事実婚を選択した夫婦も、同様の問題が生じる可能性があるため、その解決のために選択的夫婦別姓制度を求める声も存在する。

### 用語
父親の権利運動のある人々は、visitation 「面会、面接」という用語を嫌っている。彼らは、その用語は父親の権利を侵害していると考えている。彼らは、parenting time「育児の時間」という用語を好んでいる。

## 著名なコメンテーター
Live Aid の創設者のBob Geldof （ボブ・ゲルドフ）は、父親の権利運動とその主張を支持している。アイルランド人でジャーナリストのJohn Waters と、National Organization for Women の前の代表者であるKaren DeCrow も同じである。その他の著名なコメンテーターを以下に挙げる。
- Bettina Arndt
- Asa Baber
- Richard Doyle
- Warren Farrell　（ワレン・ファレル）
- Michael Flood
- Michael Green
- Wendy McElroy
- Glenn Sacks
- Phyllis Schlafly
- Christina Hoff Sommers
- Stephen Baskerville
- Jeffery M. Leving